# 保罗·惠兰
保罗·尼古拉斯·惠兰（英語：Paul Nicholas Whelan，1970年3月5日—），出生于加拿大，后移居美国密歇根州，肄业于北密歇根大学。此后，惠兰历任兼职警官、调度员和交通协管员等。1994年惠兰加入美國海軍陸戰隊，并于2004年和2006年两度派駐伊拉克。 在伊拉克任职期间，惠兰被发现偷盗超过1万美元的公共经费，并因渎职、开空头支票、虚报官方声明等罪名于2008年被海军陆战队开除，他最后的服役地点是美国加利福尼亚州米拉马海军陆战队航空站。2017年初，保罗·惠兰担任美国汽车零件制造商博格华纳公司全球安全主管。
2018年12月28日，惠兰在莫斯科参加前海军陆战队同事与一名俄女子的婚礼时被俄罗斯联邦安全局抓获，安全局指控他试图从一名俄籍人士那里获取涉及俄国家机密的U盘，涉嫌从事間諜活動。2019年10月24日，俄罗斯莫斯科一家法院裁定延长拘押惠兰至同年12月29日。由於惠蘭具有美、加、英、愛等國籍，美國駐俄大使館臨時代辦高仁斌及加、英、愛等國外交官均前往關押惠蘭的高戒護機構列福爾托沃監獄探視。翌日（12月24日），莫斯科一家法院裁定惠兰的扣押时间再度延长至2020年3月29日。
2020年6月15日，莫斯科一家法院裁定保罗·惠兰间谍罪名成立，判处其16年监禁。美国驻俄大使約翰·J·蘇利文谴责俄方判决，要求立即放人。
2024年8月1日，作為美俄換囚行動的一部分，保罗·惠兰获释。